# Кондрашин, Андрей Кузьмич
Андрей Кузьмич Кондрашин (1916—1944) — советский лётчик бомбардировочной авиации ВМФ СССР, участник Великой Отечественной войны, Герой Советского Союза (31.05.1944, посмертно). Капитан (4.05.1942).

## Биография
Родился 1 мая 1916 года в селе Дубовичье. Окончил 4 класса сельской школы, некоторое время работал в сельском клубе. Был комсомольцем с 1929 года и в числе тысяч молодых комсомольцев уехал на строительство Магнитогорского металлургического комбината, там же окончил школу фабрично-заводского ученичества в 1932 году. Работал токарем в сталелитейном цехе этого комбината, в 1933 году уехал в Москву и продолжил своё образование, в 1936 году окончил Московский педагогический техникум. 
В августе 1936 года призван на службу в Рабоче-крестьянский Красный Флот по комсомольскому набору. Окончил Военно-морское авиационной училище имени И. В. Сталина в Ейске в 1939 году. Служба А. Кондрашина началась в рядах 40-го бомбардировочного авиационного полка ВВС Черноморского флота, куда он был назначен в ноябре 1939 года на должность младшего лётчика. В августе 1940 года его перевели младшим лётчиком в 78-ю отдельную бомбардировочную эскадрилью ВВС флота.
С июня 1941 года участвовал в Великой Отечественной войне. В июле его вернули назад в 40-й бомбардировочный авиаполк. Воевал на пикирующем бомбардировщике Пе-2. Участвовал в обороне Одессы и обороне Севастополя (ненсколько месяцев летал в аэродрома Херсонес в осаждённом городе), летал поддерживать сухопутные войска РККА в оборонительных боях у Каховки летом и осенью 1941 года. Был ранен в ногу в сентябре 1942 года осколком зенитного снаряда. После выписки из госпиталя Кондрашин участвовал в битве за Кавказ, Новороссийско-Таманской и Керченско-Эльтигенской десантной операциях осенью 1943 года. С ноября 1943 года, базируясь на аэродроме Скадовск, выполнял боевую задачу по морской блокаде немецко-румынских войск в Крыму. О боевом товарище очень подробно рассказал в своих мемуарах более двух лет воевавший с ним в одном полку Василий Минаков.
В ходе войны талантливый лётчик рос и в должностях: с января 1942 года он командовал звеном, с мая 1943 года был заместителем командира эскадрильи, а с августа этого года воевал командиром эскадрильи. В 1942 году вступил в ВКП(б). 
К концу декабря 1943 года командир эскадрильи 40-го бомбардировочного авиаполка 1-й минно-торпедной авиационной дивизии ВВС Черноморского флота капитан Андрей Кондрашин совершил 311 боевых вылетов, нанеся противнику большие потери в боевой технике и живой силе. Потопил 6 транспортов общим водоизмещением 12 300 тонн, 7 быстроходных десантных барж, 5 сухогрузных барж, 3 катера. На земле уничтожил 21 автомашину, 1 зенитное орудие, 1 склад боеприпасов и 37 железнодорожных цистерн, а на вражеских аэродромах сжёг 17 самолётов. В воздушных боях сбил 2 самолёта. За эти подвиги был представлен к званию Героя Советского Союза.
Указом Президиума Верховного Совета СССР от 31 мая 1944 года за «образцовое выполнение боевых заданий командования на фронте борьбы с немецкими захватчиками и проявленные при этом отвагу и геройство» капитан Андрей Кузьмич Кондрашин посмертно был удостоен звания Героя Советского Союза. 
Но до присвоения ему высшей награды Родины Андрей Кондрашин не дожил. 12 января 1944 года при атаке румынского морского конвоя в районе Одессы его самолёт был подбит и упал в воду. Лётчик с тяжёлыми ранениями был подобран румынским катером, однако на берегу он вскоре скончался. В пропагандистских целях румынское командование произвело похороны А. Кондрашина с воинскими почестями в Одессе.
В Советском Союзе А. Кондрашин долго считался пропавшим без вести как не вернувшийся из боевого вылета. Только через 15 лет после Победы стали известны обстоятельства гибели. В 1962 году Грамота Героя была передана его родителям. В 1966 году его останки были обнаружены и перезахоронены на Аллее Славы у памятника Неизвестному матросу в Одессе.
Награждён орденом Ленина (31.05.1944, посмертно), тремя орденами Красного Знамени (29.01.1942, 9.08.1942, 3.10.1943), орденом Отечественной войны 1-й степени (29.09.1945, посмертно) и рядом медалей. 

## Память
- Навечно зачислен в списки личного состава воинской части[7].
- Имя А. К. Кондрашина присвоено улице в посёлке Октябрьское Красногвардейского района Крыма[7], на которой находится музей 40-го бомбардировочного авиаполка ВМФ, в котором он служил. В этом музее установлен бюст Героя.
- Именем А. К. Кондрашина названа улица в Киевском районе Одессы. В начале улицы установлена мемориальная доска.
- Имя увековечено на стеле Мемориала Победы в Великой Отечественной войне на площади Победы в Рязани.